# Calamine (métallurgie)
 (janvier 2022).
Si vous disposez d'ouvrages ou d'articles de référence ou si vous connaissez des sites web de qualité traitant du thème abordé ici, merci de compléter l'article en donnant les références utiles à sa vérifiabilité et en les liant à la section « Notes et références ».
Pour les articles homonymes, voir Calamine.

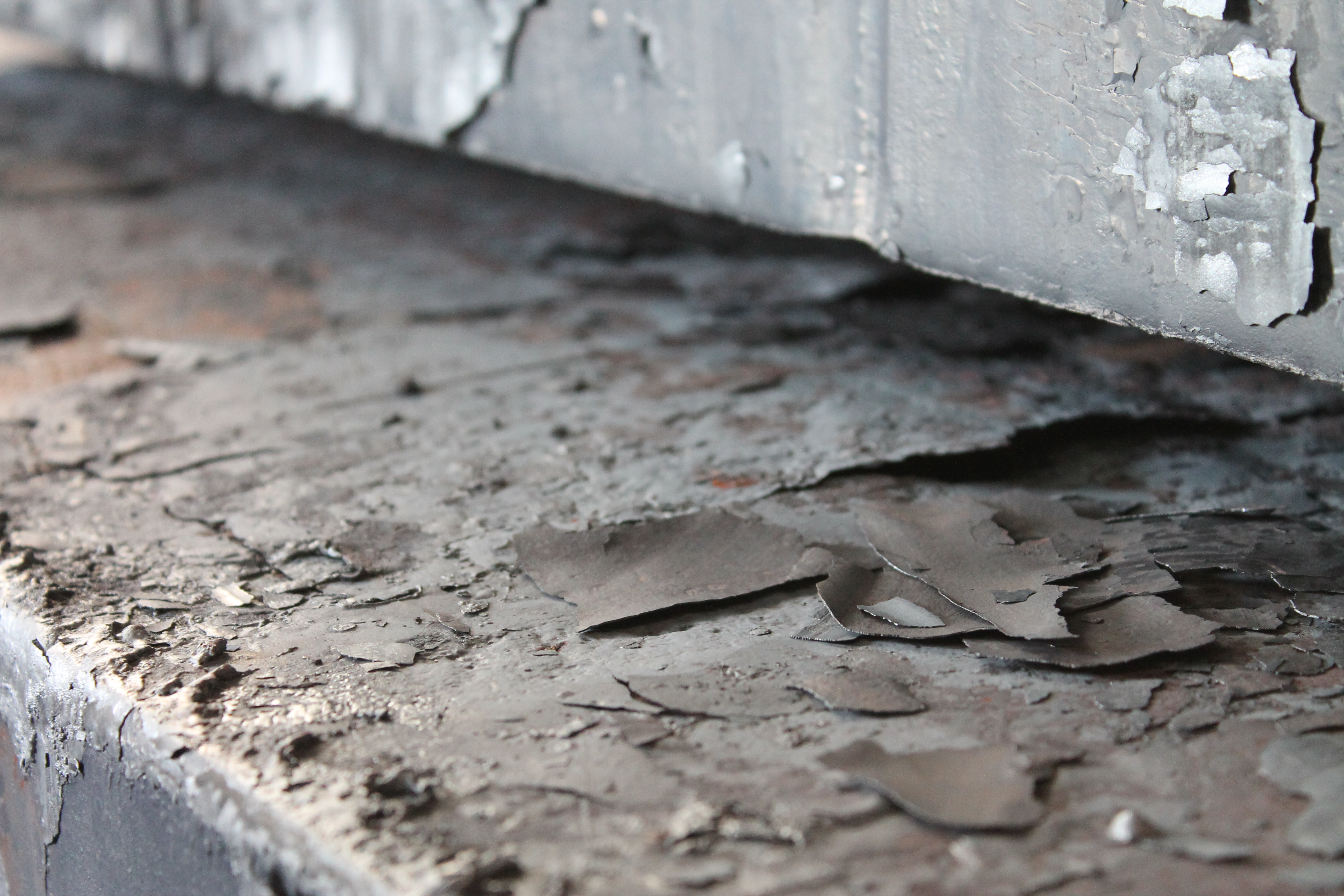
Dépôt de calamine sur une brame, à la sortie de coulée continue. Ces plaquettes se sont formées alors que l'acier, à environ, était refroidi par de violents jets d'eau.

En métallurgie, la calamine est un mélange d'oxydes de fer qui se dépose en croûte sur les pièces en fer, en acier ou en fonte lorsqu'elles sont chauffées à une température supérieure à 575 °C.
On y distingue généralement trois couches : la première couche extérieure, la plus oxydée, est constituée d'hématite pure (Fe2O3), la couche intermédiaire est formée de magnétite (Fe3O4), et la plus épaisse, en contact avec le fer, contient essentiellement de la wustite (FeO). Lorsqu'elle reste exposée à un milieu oxydant (aux intempéries, par exemple), son oxydation, puis son hydroxylation, deviennent de plus en plus complètes : on parle alors de rouille. 

## Sidérurgie
La formation de calamine est inévitable dans toutes les opérations de fonderie des ferreux, de forgeage à chaud ou à mi-chaud, de laminage à chaud. Elle représente une perte de matière et, dans les opérations de forge, elle génère des défauts de surface voire des inclusions d'oxydes de fer car elle adhère au métal. On procède alors à un décalaminage régulier, par impact d'air ou d'eau, ou par frappe (sablage, grenaillage, martelage , etc.). Si la pièce est froide, on procède plutôt à une trempe dans l'acide sulfurique.
La calamine représente une perte, mais est aussi, à cause de sa pureté, un sous-produit utile. Au XVIIIe siècle, elle sert à oxyder la fonte dans les procédés de production d'acier naturel. De même, au XIXe siècle, elle entre dans la composition de garnissage de fours à puddler. Dans d'autres métiers, elle a servi à teinter le verre, notamment pour la production de vitraux, en brun-noir. De même, elle peut être utilisée dans les arts céramiques. Actuellement, produite en quantité dans les usines sidérurgiques, elle est recyclée sur place, dans les usines d'agglomération ou dans les hauts fourneaux.
Lorsqu'elle est en vrac, la calamine est appelée battiture, issue du battage à chaud du fer sur l'enclume.

## Mécanique
La formation de calamine est courante dans les moteurs thermiques. Elle ne signifie pas nécessairement une dégradation notable mais, parce qu'elle est abrasive, elle peut endommager les pièces si elle n'est pas retirée correctement.